# Batyar (repülőgép)
A Batyar (cirill betűkel: Батяр) az ukrán DeepStrikeTech cég fejlesztés alatt álló csapásmérő robotrepülőgépe (vagy cirkáló lőszer).
Eredetileg kifejezetten csapásmérésre, mélységben elhelyezkedő hátországi célok támadására alkalmas robotrepülőgépnek fejlesztették, de a tervezett feladatköre később kibővült, megtévesztő célként és bombázóként is bevethető pilóta nélküli repülőgép lesz. Aerodinamikai kialakításában az iráni eredetű Sahed–136 robotrepülőgépre hasonlít. A repülőgép kisebb méretű kísérleti példányaival a repülési tesztek 2024 októberében kezdődtek el. Az első kísérleti gép tömege 21 kg volt és két elektromos motor hajtotta. A későbbi tesztpéldányokon benzinmotort alkalmaztak és a méretük is nagyobb volt. Az első híradások a sajtóban 2025 májusában jelentek meg a repülőgépről.

## Műszaki adatok (tervezett)[2]
- Normál felszálló tömeg: 60 kg
- Hasznos terhelés: 18 kg
- Utazósebesség: 190 km/h
- felszálló sebesség: 110 km/h
- Hatótávolság: 800 km